# Boris Pašanski
Boris Pašanski, talvolta indicato come Boris Pashanski (in serbo Бopиc Пaшaнcки?; Belgrado, 3 novembre 1982), è un allenatore di tennis ed ex tennista serbo.
Residente a Malta, ha rappresentato l'isola mediterranea ai Giochi dei piccoli stati d'Europa di Andorra 2005, raggiungendo la finale, dove è stato sconfitto dal monegasco Benjamin Balleret con il punteggio di 7-6 6-2.